# Ärentunamästaren

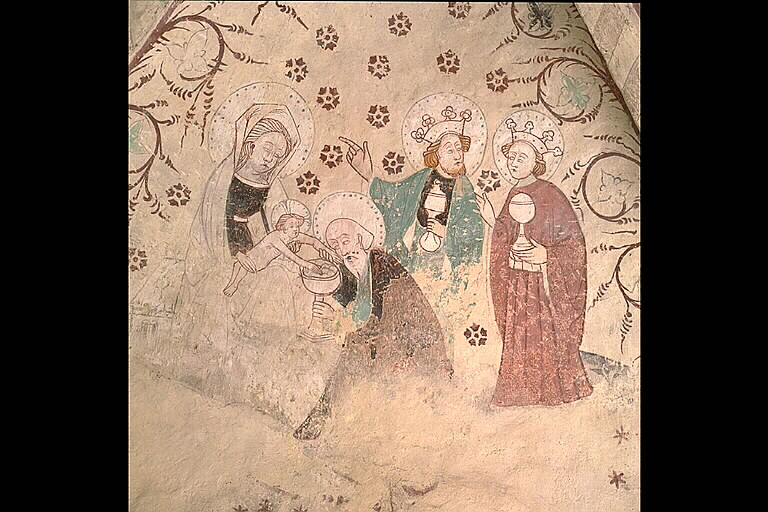
Parti av en målning utförd av Ärentunamästaren i Ärentuna kyrka.

Ärentunamästaren är ett anonymnamn på en sengotisk målare som utfört dekorationsmålningar i uppländska kyrkor.
Ärentunamästaren utbildades troligen till dekorationsmålare i Vadstena och har blivit känd för sina dekorationsmålningar som han utförde i Ärentuna kyrka i mitten av 1440-talet. Enligt ett dokument som återfanns i kyrkans högaltare företogs en invigning av de nyslagna ribbvalven 1435. Valven ersatte det målade trätaket som till vissa rester finns bevarade vid Statens historiska museum i Stockholm. De nya valven dekorationsmålades senare av Ärentunamästaren. I de målningar han utförde gör sig ett visst beroende av ornamentskatten i landets stora kyrkodekorationer från slutet av 1200-talet och början av 1300-talet där han har hämtat idéer för sina målningar speciellt målningarna i Riddarholmskyrkan och Strängnäs domkyrka har använts som förlaga. Han har i målningen upprepat stora gotiska lilje- och hjärtformade blommor samt träadartade ornament som placeras i ribbornas vinklar omkring valvens hjässpunkt. I motsats till förlagornas fasta rytmik använde han här som bakgrund till de dominerande figurscenerna en oregelbunden bakgrund där varje tomrum fylldes ut med ornamentik. Målningen är på ett sätt typisk uppländsk med från ribborna utväxande vinlöv och korkskruvsliknande klängen dels birgittinsk med inslag av Risingegruppens bladstavar, veckband, vadstenarankor med rosor och fantasiblommor i slingorna samt sjöbladsornament. som avslutning på väggarnas bildfriser har han utfört inskriftsbårder med dekorativa draperier. Hans dekorationsmålning är helt klart beroende av Johannes Rosenrodhs dekorationer i Tensta kyrka som utfördes 1437. Figurgrupperna i valvet står som i Tensta kyrka på markplattor, väggarnas figurfriser är placerade i lister som för taken till inramade tavlor. I valven finns några enstaka figurscener i medaljonger som bär ett birgittinsk inslag. Trots att figurstilen i viss mån bär prägel av Tensta kyrkas målning visar den dock ett större samband med Risingegruppen. Enstaka konsthistoriker och forskare har i vissa helgonbilder sett Risingemästarens hand och har därmed dragit slutsatsen att han var Risingemästarens lärjunge. Som målare når inte Ärentunamästaren upp till varken Rosenrodhs eller Risingemästarens konstnärliga nivå men ger ändå i vissa bildsviter prov på en betydande karakteriseringsförmåga. De uttrycksfulla orientaliska ansiktena med tudelat skägg är typiska för denna och närbesläktade dekorationer. Den plastiska modelleringen av figurerna, det psykologiska greppet i människoskildringen som återges i bildföljden över tio Guds bud tyder på en högstående konstnärlig kraft medan skildringen av skapelsehistorien och skildringarna över de första människornas liv uppvisar ett mer allmogemässigt utförande. Besläktade med målningarna i Ärentuna kyrka märks dekorationsmålningar i Vaksala, Färentuna, Skepptuna och Alsike kyrkor. En utlöpare av Ärentunamästarens dekorationsstil återfinns i Finland bland annat i Nykyrko kyrka och Åbo domkyrka. Dessa målningar från tidigt 1400-tal bildar en grupp för sig och kan knappast sägas ingå utvecklingskedjan eftersom de efterföljande målarna som Johannes Iwan eller Tierpmästaren inte anammade dekorationsstilen.